# Trosteaneț, Slavuta
Trosteaneț (în ucraineană Тростянець) este un sat în comuna Piddubți din raionul Slavuta, regiunea Hmelnîțkîi, Ucraina.

## Demografie
Componența lingvistică a localității Trosteaneț
     Ucraineană (98,35%)
     Rusă (1,65%)
Conform recensământului din 2001, majoritatea populației localității Trosteaneț era vorbitoare de ucraineană (98,35%), existând în minoritate și vorbitori de rusă (1,65%).